# جیمی پرسلی
 جیمی پرسلی (انگلیسی: Jaime Pressly؛ زادهٔ ۳۰ ژوئیهٔ ۱۹۷۷)هنرپیشه، مدل و طراح مد اهل ایالات متحده آمریکا است. او بیشتر برای بازی در نقش جوی ترنر در مجموعه تلویزیونی کمدی نام من ارل است شناخته‌می‌شود که برای هنرنمایی خود برنده یک جایزه امی و نامزد دریافت جایزه انجمن بازیگران فیلم و گلدن گلوب شد. وی همچنین در مجموعه تلویزیونی مام (۲۰۲۱–۲۰۱۴) به ایفای نقش پرداخته‌است که برای او یک نامزدی جایزه تلویزیونی به انتخاب منتقدان به همراه داشت.
از نقش‌های سینمایی پرسلی می‌توان به بازی در فیلم‌های نه یه فیلم نوجوانی دیگه (۲۰۰۱)، گشتاور (۲۰۰۴)، زنده یا مرده (۲۰۰۶)، دوستت دارم، مرد (۲۰۰۹)، خانه تسخیر شده ۲ (۲۰۱۴) و صداپیشگی در هورتون صدایی می‌شنود! (۲۰۰۸) اشاره کرد.

## زندگی‌نامه
پرسلی در کینستن، کارولینای شمالی متولد شد. مادرش برندا سو، مربی رقص و پدرش، جیمز، فروشنده خودرو بود. در سال ۱۹۹۲ او به همراه خانواده‌اش به کوستا مسا، کالیفرنیا نقل‌مکان کرد و ترم اول سال دوم دبیرستان خود را در کالیفرنیا گذراند. او در ۱۴ سالگی، برای اولین بار به عنوان مدل در جلد مجله نوجوان ظاهر شد و به عنوان سخنران بین‌المللی مجله مد انتخاب شد. در ۱۵ سالگی، او برای عقد قراردادی با یک شرکت مدلینگ، به ژاپن نقل‌مکان کرد.

## در رسانه‌ها
ظاهر پرسلی همواره مورد توجه رسانه‌ها بوده‌است. او برای چندین سال در لیست زیباترین زنان جهان مجلات گوناگون ظاهر شده‌است. تغییر ظاهر و پوشش او طی سال‌ها مورد تحسین مجلات زیادی از جمله مجله این استایل قرار گرفته‌است. او در مجلات زیادی از جمله این استایل، اسکوایر، ماکسیم و پلی‌بوی ظاهر شده‌است.

## فیلم‌شناسی

### سینما
- پیچک سمی: اغوای جدید (۱۹۹۷)
- نمی‌توانم صبر کنم (۱۹۹۸)
- دوزخ (۱۹۹۹)
- ۱۰۰ دختر (۲۰۰۰)
- نه یه فیلم نوجوانی دیگه (۲۰۰۱)
- جو دِرْت (۲۰۰۱)
- تامکتس (۲۰۰۱)
- گشتاور (۲۰۰۴)
- زنده یا مرده (۲۰۰۶)
- هورتون صدایی می‌شنود! (۲۰۰۸)
- دوستت دارم، مرد (۲۰۰۹)
- زیبایی و کیف دستی (۲۰۱۰)
- خانه تسخیر شده ۲ (۲۰۱۴)

### تلویزیون
- مورتال کمبت: فتح (۱۹۹۹–۱۹۹۸)
- منطقه نیمه‌روشن (۲۰۰۲)
- نام من ارل است (۲۰۰۹–۲۰۰۵)
- دو مرد و نصفی (۲۰۱۳)
- فینیس و فرب (۲۰۱۳)
- جذابان کلیولند (۲۰۱۴)
- مام (۲۰۲۱–۲۰۱۴)
- بوجک هورسمن (۲۰۱۸)

## جوایز و نامزدی‌ها
- کاندیدای جایزه انجمن بازیگران فیلم بهترین اجرای گروه بازیگران در مجموعه تلویزیونی کمدی برای نام من ارل است، سال ۲۰۰۶
- کاندیدای جایزه امی ساعات پربیننده بهترین بازیگر نقش مکمل زن در مجموعه تلویزیونی کمدی برای نام من ارل است، سال ۲۰۰۶
- برنده جایزه امی ساعات پربیننده بهترین بازیگر نقش مکمل زن در مجموعه تلویزیونی کمدی برای نام من ارل است، سال ۲۰۰۷
- کاندیدای جایزه ستلایت برای بازیگر زن مکمل – سریال، مینی‌سریال یا فیلم تلویزیونی برای نام من ارل است، سال ۲۰۰۷
- کاندیدای جایزه گلدن گلوب بهترین بازیگر نقش مکمل زن – سریال، مینی‌سریال یا فیلم تلویزیونی برای نام من ارل است، سال ۲۰۰۸
- کاندیدای جایزه گزینش منتقدان تلویزیون بهترین بازیگر نقش مکمل زن در مجموعه تلویزیونی کمدی برای نام من ارل است، سال ۲۰۲۱